# Wehrgangkirche
Wehrgangkirche bezeichnet in der Fachliteratur seit 1957 eine Gruppe von Wehrkirchen im Erzgebirge (erhaltene Kirchen in Dörnthal, Großrückerswalde, Lauterbach und Mittelsaida), die ein hölzernes Blockgeschoss auf den steinernen Außenmauern aufweisen. 
Seitens der Burgenforschung wird dieser Begriff als irreführend abgelehnt, da es sich um ein vollständiges Geschoss und nicht um Wehrgänge  handele.

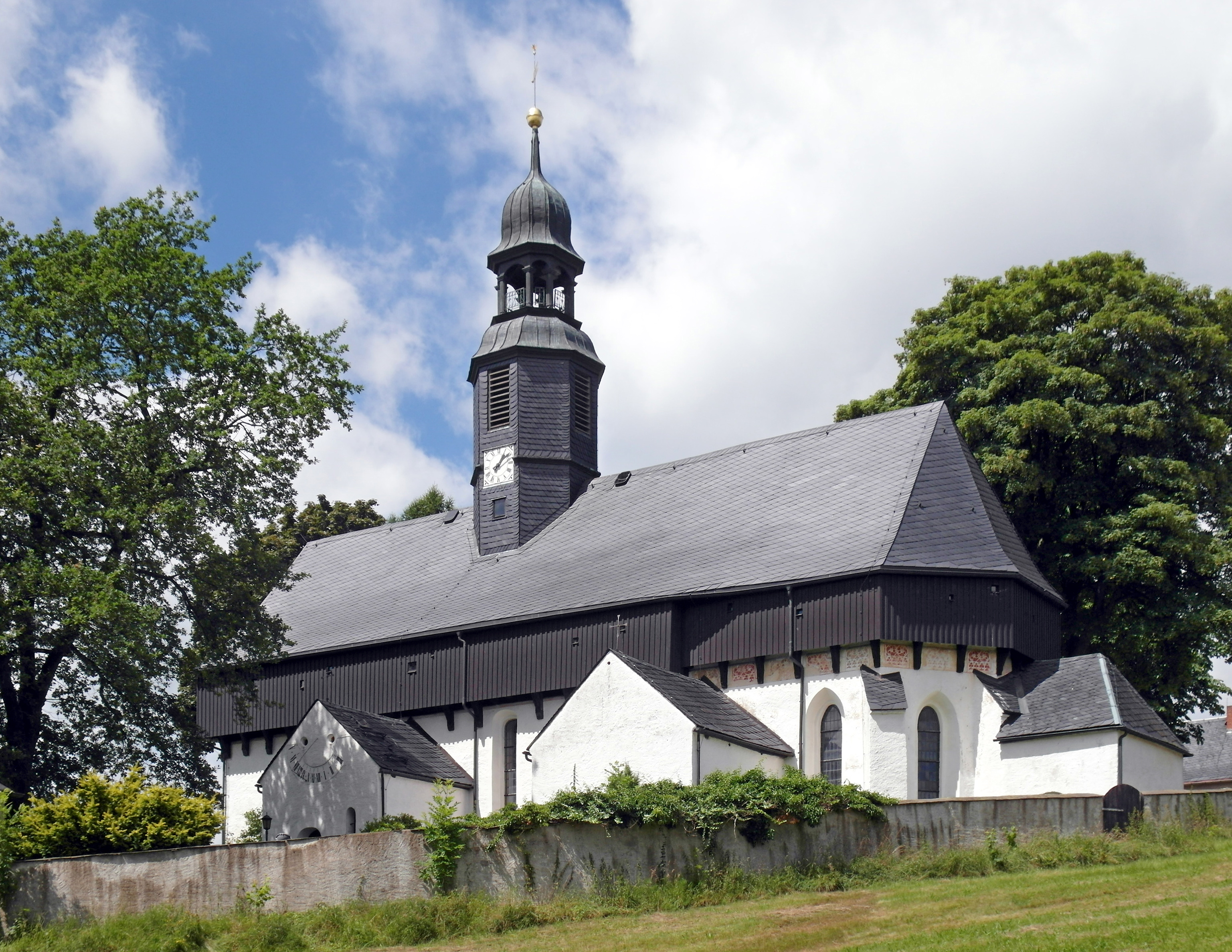
Wehrgangkirche Dörnthal
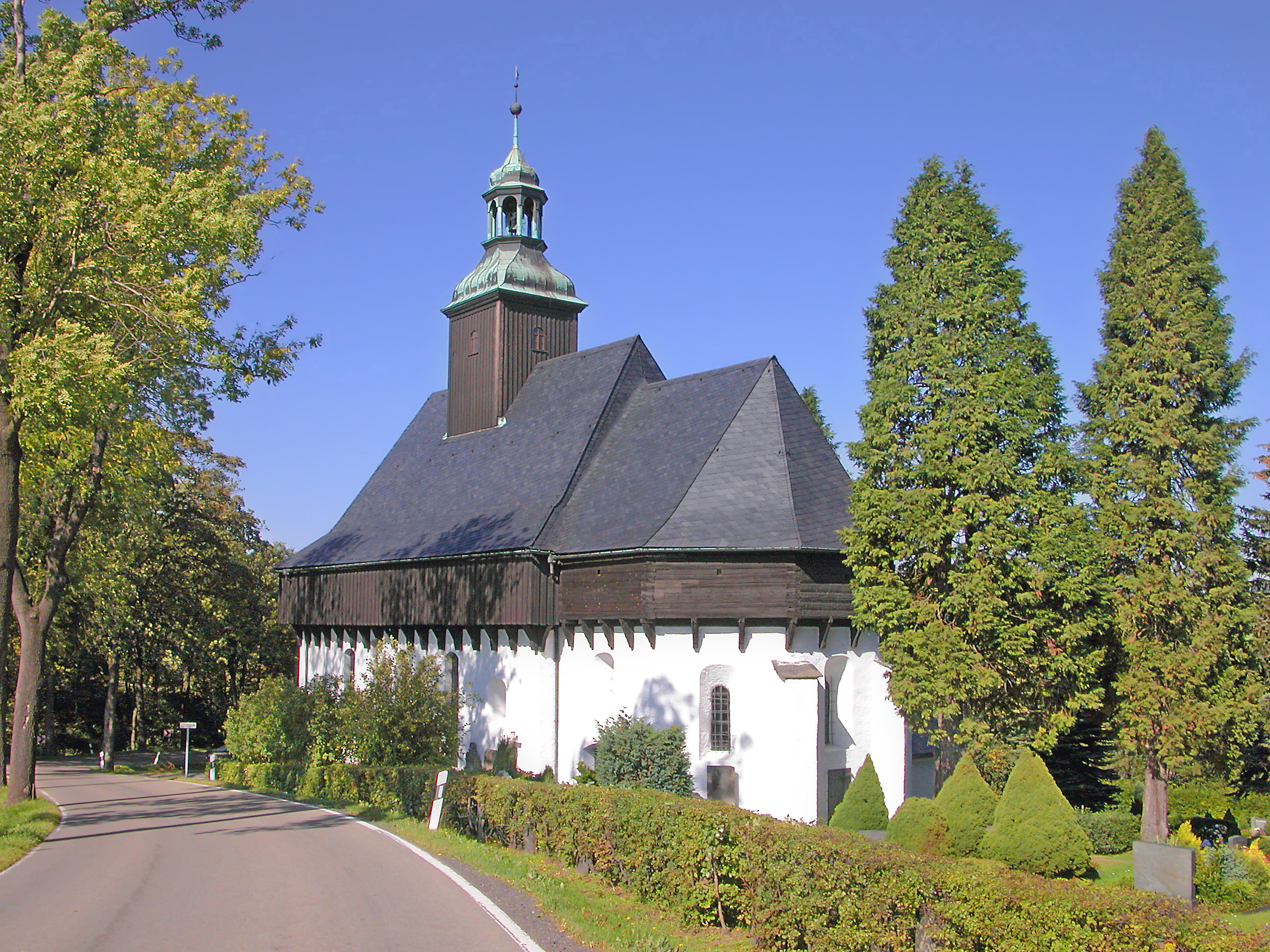
Wehrgangkirche Lauterbach
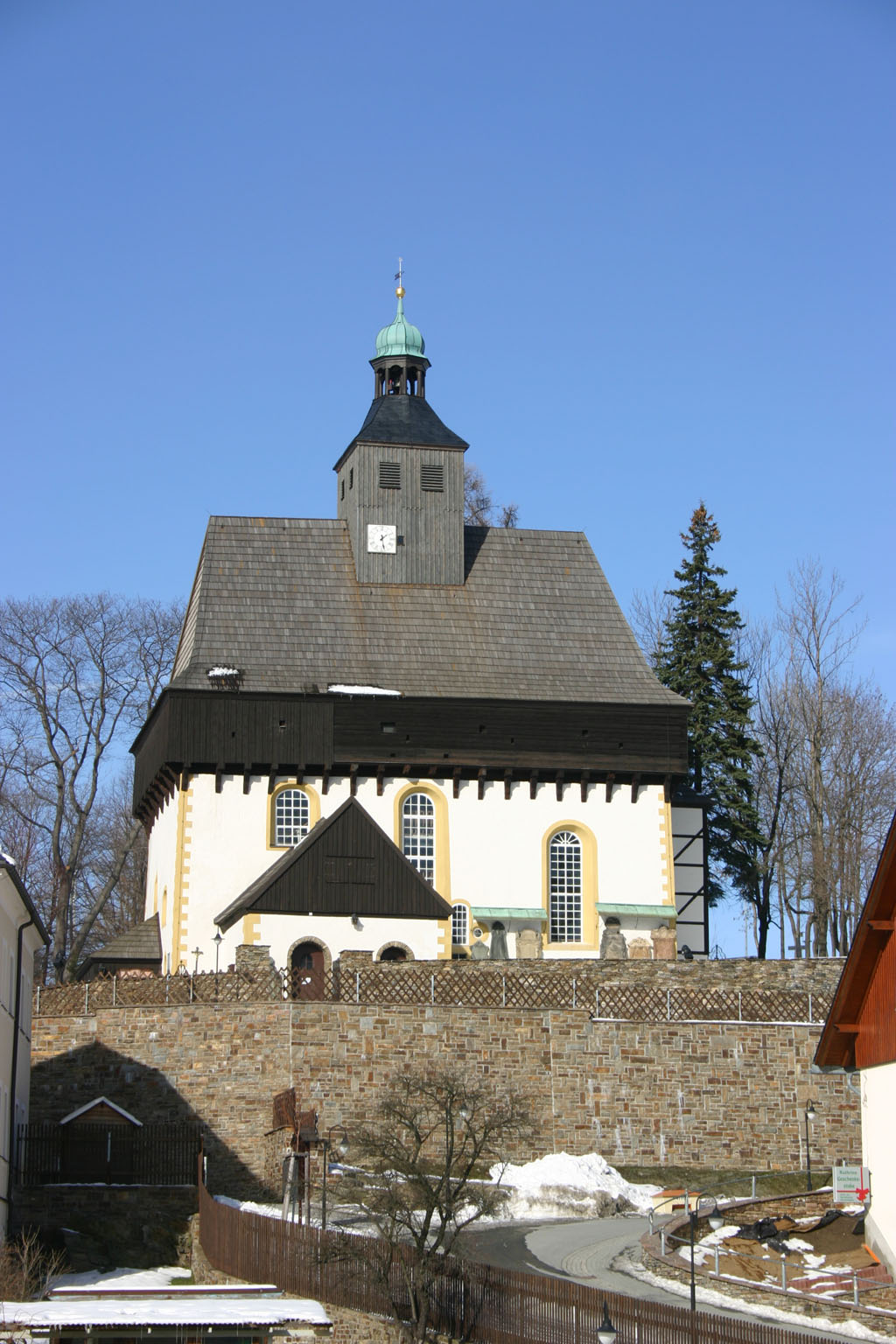
Wehrgangkirche Großrückerswalde
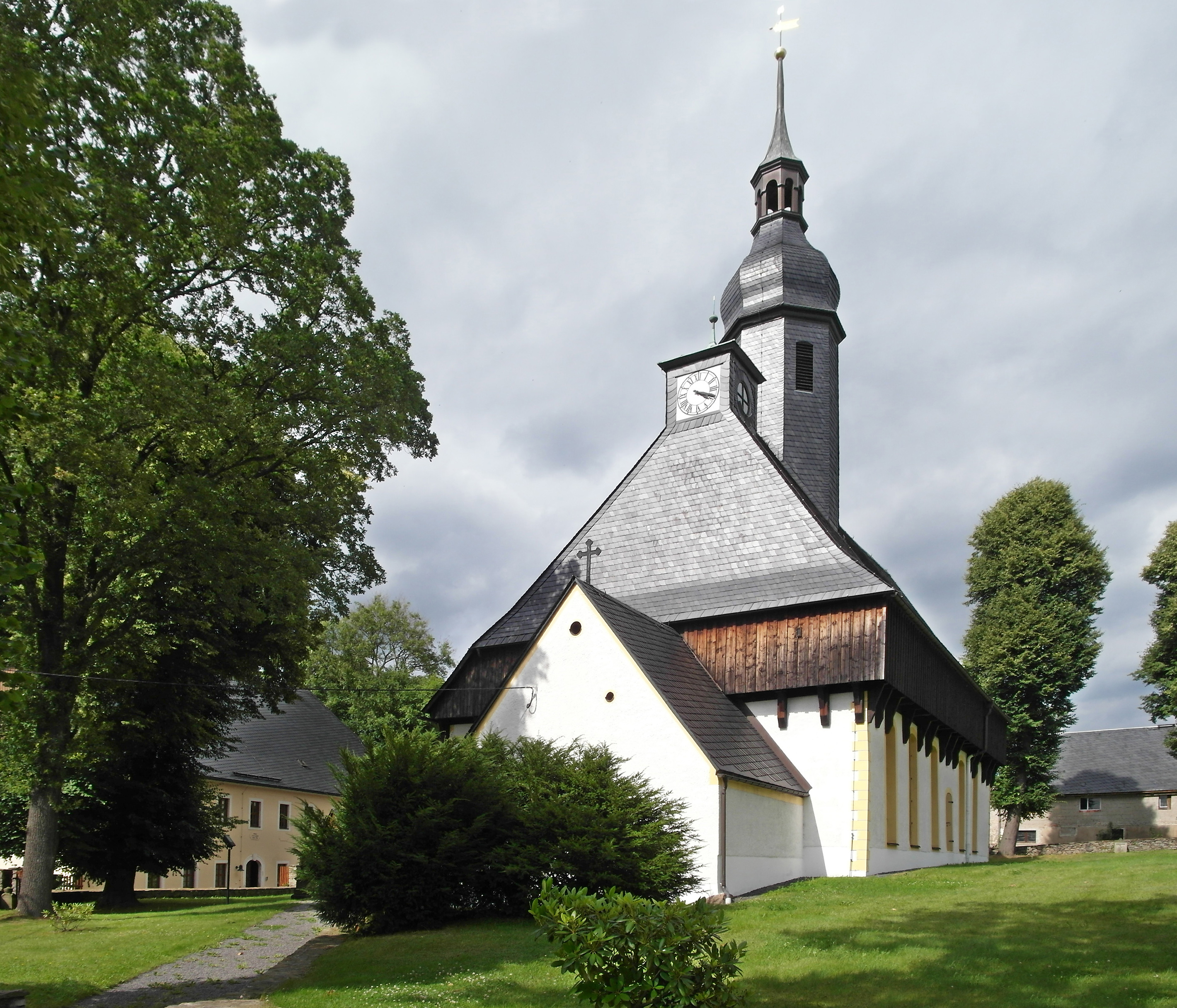
Wehrgangkirche Mittelsaida